# Chinampa

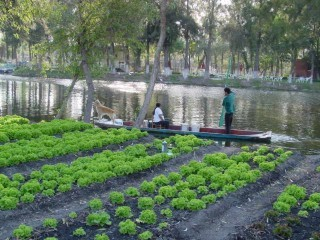
Współczesne chinampy

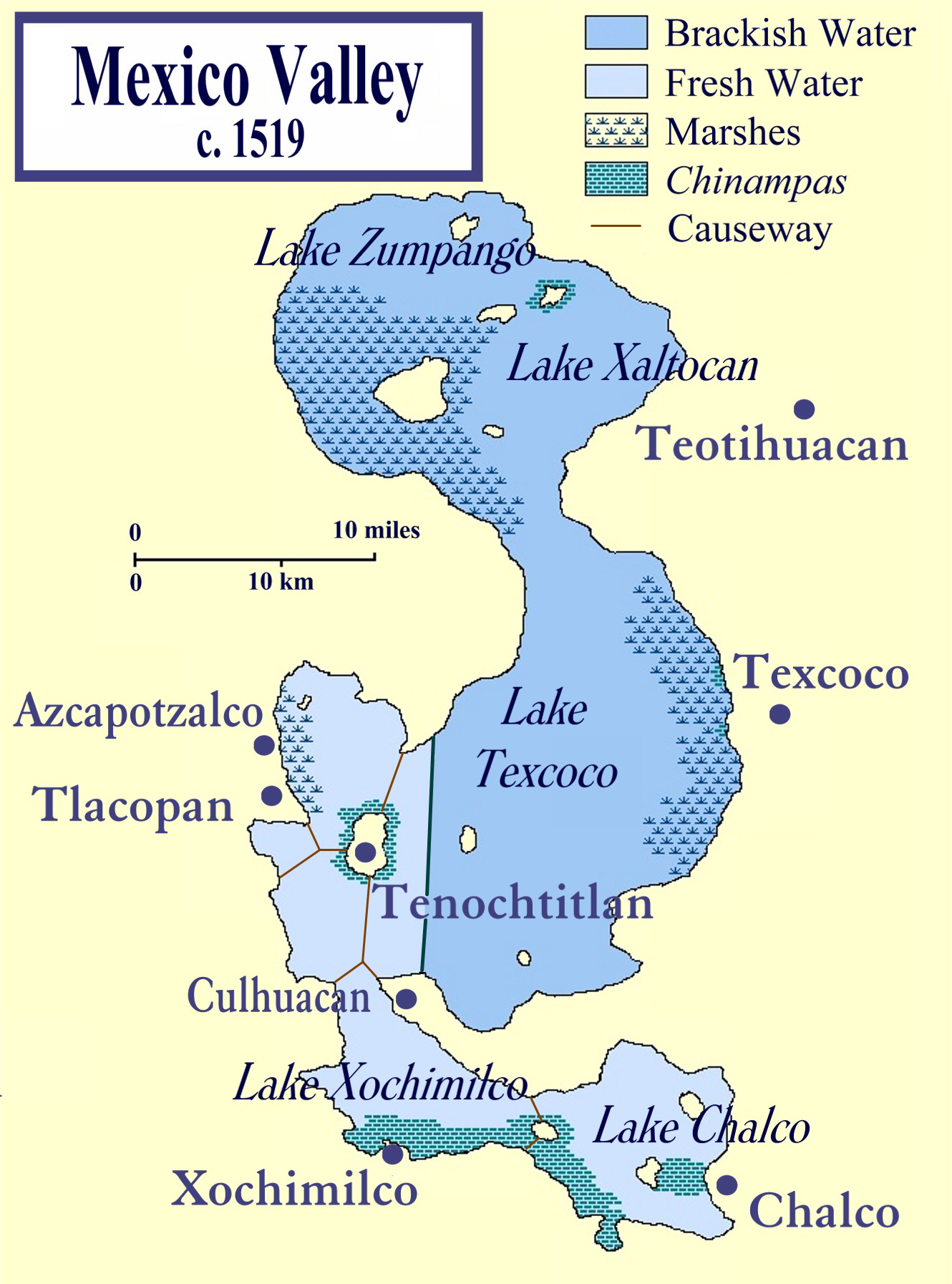

Chinampa – termin opisujący sposoby uprawy przez cywilizację mezoamerykańską (pływające ogrody). Znajdowały się one głównie na terenie dzisiejszego Meksyku. Były to sztuczne wyspy, na których znajdowały się żyzne obszary ukształtowane w małe prostokąty. Miały one wymiary ok. 30 × 2,5 m i znajdowały się przy brzegu jeziora. Były przez to narażone na częste powodzie. Dla zabezpieczenia Chinampa używano wikliny oraz różnych drzew pochłaniających wodę np. wierzby.
Pierwsze tego typu pole zaczęto stosować 1150–1350 n.e. w okolicach jezior Xochimilco i Chalco. Podczas swoich podbojów Aztekowie stosowali Chinampa, które stało się dla nich ważnym elementem gospodarki. Mniejsze gospodarstwa rolne zostały zbudowane w okolicy wyspy Xaltocan i na wschodzie jeziora Texcoco. Podczas podbojów konkwistadorów pola uprawne zostały opuszczone przez miejscową ludność. Podstawowymi zbiorami były kukurydza, szarłat, pomidory i chili. Jako nawozu używano osadów jeziornych i ludzkich ekskrementów.